# Єврейська громадянська партія Підкарпатської Русі
Єврейська громадянська партія Підкарпатської Русі — єврейська політична партія на території Першої Чехословаччини, точніше на Підкарпатській Русі. Ідеологічно вона сповідувала сіонізм.

## Історія
Партія була заснована у 1921 році, в той час, коли на Підкарпатській Русі почав формуватися політичний спектр. Вона була пов'язана з Об'єднаною єврейською партією, яка брала участь у списку кандидатів у парламентських виборах 1920 року, і з сіоністською організацією. Але сіонізм мав сильних суперників серед єврейської громади на сході республіки, особливо ультраортодоксальний рух Аґудат Ісраель і консервативний клас єврейських землевласників, які були схильні співпрацювати з чехословацькими аграріями.
Через відчуття зовнішньої загрози з боку антисемітизму та через спільні інтереси у захисті економічних інтересів євреїв, тенденція до співпраці все ще переважала в єврейській громаді цієї країни в цей час. Тому всі три головні єврейські політичні течії створили єдину політичну партію, Єврейську партію Підкарпатської Русі, на з'їзді в Березі в 1923 році, яка містила як сіоністські, аграрні, так і православні елементи. Ортодоксів представляв Коломан Вайс, аграріїв — Емануїл Гуттман, а сіоністів — Олександр Шпігель. На муніципальних виборах 1923 року ця спільна платформа мала успіх у багатьох муніципалітетах.
Ідеологічні розбіжності між євреями Підкарпатської Русі знову загострилися, а аграрне та консервативне крило стали незалежними та пішли на додаткові парламентські вибори Підкарпатської Русі 1924 року як Єврейська демократична партія. Єврейська народна партія стала спадкоємицею Єврейської народної партії на Підкарпатській Русі. Замість Александра Шпігеля її очолив празький сіоніст Людвік Зінгер. Єврейська народна партія набрала менш як 18 000 голосів і не отримала депутатського мандата. Під час парламентських виборів 1925 року сіоністське крило об'єдналося в Єврейську партію, яка керувала національною державою.